# Blængur
Blængur är ett berg i republiken Island. Det ligger i regionen Suðurland, i den centrala delen av landet, 180 km öster om huvudstaden Reykjavík. Toppen på Blængur är 833 meter över havet, eller 217 meter över den omgivande terrängen. Bredden vid basen är 3,7 km.
Trakten runt Blængur är nära nog obefolkad, med mindre än två invånare per kvadratkilometer. Det finns inga samhällen i närheten. Trakten runt Blængur består i huvudsak av gräsmarker.